# Szent István-város (Kecskemét)

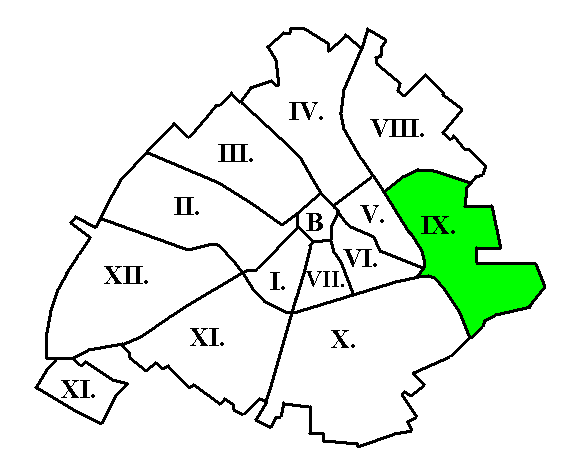
Elhelyezkedése Kecskeméten belül

Szent István-város Kecskemét egyik városrésze. A Szent István-városhoz tartozik a Műkertváros.

## Fekvése
A város délnyugati részén található, jól elkülöníthető egység az egykori 44 számú főút és a szegedi vasútvonal között.
A település többféle funkciót is ellát.

## Története
A Szent István-városon belül található legfontosabb egység Műkertváros. A Műkert a vasút és a Mártírok útja közrefogta ligetben épült meg. A művésztelep villáit, műtermeit 1912-ben építették Jánszky Béla és Szivessi Tibor tervei alapján. 
Első két vezetője Iványi-Grünwald Béla és Révész Imre voltak. A második világháborúban súlyosan megrongálódtak az épületei. 1957-től állami kezelésbe került. Számos vendégalkotót hívtak meg a kecskeméti művésztelepre. A 18 hektáros ligetben hozták létre az egyre népszerűbb állatkertet is, amely a kecskeméti apróságok közkedvelt kirándulóhelye is egyben.
Műkertváros arculata sokszínű. Maga a városrész építészeti szempontból külön áll Kecskemét többi részétől. Az 1960-as években kezdték kiépíteni a lakótelepet, amely túlnyomó részt 3-4 emeletes téglaépítésű házakból, később az 1970-es évektől panel technológiával épült házakból állt. A lakótelep mellett számos családi ház is épült, és még ma is épül a városrészben. A városrész infrastruktúrája jó; a fejlődésnek köszönhetően bölcsőde, óvoda és általános iskola is épült, továbbá ABC, orvosi rendelők és gyógyszertár is található itt. A műkertvárosi kápolna építése jelenleg is folyamatban van, továbbá tervbe van véve városrészi posta létrehozása is. A városközponttal való összeköttetést a 3-as és a 25-ös autóbuszok biztosítják.

## Ipar
A városrész tevékenységét mindig is nagyrészt meghatározta az ipar. Két nagy jelentőséggel bíró létesítmény található itt. Az egykori Bács megyei Állami Építőipari Vállalat (BÁCSÉP) 1976-ban átadott házgyára (a Kecskeméti Házépítő Kombinát), amelynek területén ma kisebb és nagyobb cégek kaptak helyet; valamint a méltán híres és nagy múlttal rendelkező Kecskeméti Konzervgyár. A külföldi cégek száma azonban jelentős (THYSSEN KRUPP, PHOENIX MECANO, GOESSLER, CABTEC).

## Kikapcsolódás
A város ezen pontján helyezkedik el a méltán híres Vadaskert, amely a környéken egyedülálló állatvilággal rendelkezik.
Cím: 6000 Kecskemét, Műkerti út 1.
Nyitvatartás:
- 9.00-18.00 (nyári időszámítás)
- 9.00-16.00 (téli időszámítás)

## Politika
A 2010-ben átszervezett kecskeméti választókörzetek közül a Szent István-város legtöbb területe a 10-es választókörzetbe került, képviselője a városi közgyűlésben a 2010-es önkormányzati választások óta Pászti András, aki a Fidesz színeiben indult.

## Megközelítés
A városközpont felől a 3-as jelű autóbusszal, az autóbusz-állomás, ill. a vasútállomás felől a 25-ös jelzésű autóbusszal.

## Közérdekű információk
- Orvosi rendelők: Csokor utca 11. (felnőtt); Gizella tér 1/b. (gyermek)
- Gyógyszertár: Irányi István utca 5.
- Műkertvárosi Fiókkönyvtár: Gizella tér 1/b

### Általános Iskola
- Kertvárosi Általános Iskola: Mártírok útja 29.

## Külső hivatkozások
- Kecskemét honlapja